# Maria Mambo Café
Maria Mambo Café, född 1945, död 2013, var en angolansk politiker (MPLA).
Hon var aktiv medlem i självständighetsrörelsen MPLA. Hon var vice minister för inrikeshandel 1977-1978, och socialminister 1982-1986. Hon var landets första kvinnliga minister. Hon var vice premiärminister och ekonomiminister 1986-1988. Hon kallades för en av regimens så kallade "superministrar".